# Gelsenwasser
Gelsenwasser est un groupe allemand, fondé le 28 janvier 1887, présent historiquement surtout dans la distribution d'eau mais développant aujourd'hui également des activités autour de l'assainissement et du gaz. Son siège est à Gelsenkirchen.

## Histoire
En 2003, dans le cadre de l'acquisition de Ruhrgas, E.ON vend Gelsenwasser pour 835 millions d'euros à un ensemble de municipalités allemandes.
Le 28 avril 2015, Gelsenwasser jette l'éponge et quitte la France en vendant la totalité des parts de « Nantaise des Eaux Services » à Suez Environnement. Gelsenwasser était présent en France notamment en prenant une participation majoritaire dans le capital de Nantaise des Eaux services en juin 2007, puis en devenant l'actionnaire unique en mai 2009, avec la volonté de défier les géants français du secteur.